# Bedaf
Bedaf is een Nederlandse buurtschap die zich bevindt tussen Vorstenbosch en Uden in de Noord-Brabantse gemeente Maashorst. Oorspronkelijk heette Bedaf 'Zandberg', de plek is Bedaf gaan heten ongeveer toen er een (schuur)kerk kwam en het een bedevaartplaats werd.
In 1648 is hier voor de inwoners van Vorstenbosch een grenskerk gebouwd, gewijd aan Sint-Antonius. Dit was mogelijk omdat Zandberg tot Uden behoorde, dat deel uitmaakte van het Land van Ravenstein. In tegenstelling tot in de Meierij van 's-Hertogenbosch heerste hier godsdienstvrijheid. De kerk stond vrijwel op de grens met Vorstenbosch.
Relieken van de heilige Cunera werden in 1648 overgebracht van de kapel van Kaathoven naar de nieuwe grenskerk. als gevolg daarvan werd Bedaf een bedevaartsoord. In 1784 werden de relieken verdeeld tussen Heeswijk en Berlicum en kwam er een einde aan de bedevaarten.
De kerk werd bediend door de norbertijnen van de Abdij van Berne. Na 1672 konden de norbertijnen in Heeswijk een schuurkerk betrekken en vertrokken ze uit Bedaf. Er werd toen een rectoraat opgericht.
In 1802 werd de kerk, die tot 1847 in bezit bleef van de norbertijnerabdij, nog gerestaureerd. In 1850 werd ze verlaten en gesloopt, aangezien toen in Vorstenbosch een kerk gereed kwam. Dit was overigens zeer tegen de zin van de bewoners van Bedaf.
In 1951 werd dicht bij de plaats van de voormalige grenskerk een Mariakapel gebouwd. De kapel was een geschenk van de Vorstenbossche gemeenschap bij gelegenheid van het 100 jarig bestaan van de parochie. Het is een zeskantig, aan drie zijden open, bakstenen gebouwtje dat met een leiendak is bedekt. Erin bevindt zich een cementen Mariabeeld.
Bedaf is vooral bekend vanwege de Bedafse Bergen, een natuurgebied dat deel uitmaakt van een stuifzandrug. Er heeft zich in de buurtschap toerisme ontwikkeld, er is een kampeerterrein en horeca.

## Verenigingen
- Langlaufvereniging Bedaf